# Багіров Ільгар Салехович
Ільга́р Сале́хович Багі́ров (1970—2014) — капітан Збройних сил України, учасник російсько-української війни.

## Короткий життєпис
Народився 1970 року в родині військовослужбовців у місті Баку. 1992 року закінчив Харківське вище військове авіаційно-інженерне училище. Офіцер 69-го бомбардувального авіаційного полку. Закінчив Академію Збройних Сил України — факультет виховної та соціально-психологічної роботи. Служив у Гостомельській бригаді зв'язку. 2002 року звільнився із лав ЗС України, працював на керівних посадах.
У березні 2014 року повернувся в армію. Заступник командира роти з виховної роботи, 11-й батальйон територіальної оборони «Київська Русь».
Командир блокпоста на трасі, що зв'язує російський Ростов-на-Дону з Дебальцевим. У середині вересня 2014-го при позиційних боях із терористами під Дебальцевим у часі одного з боїв стрибнув у танк і поїхав просто на противника, по відгуках вояків, цей відчайдушний маневр дозволив втримати стратегічно важливий блокпост. Блокпост, яким командував Ільгар Багіров, що мав позивний «Балу», і після його смерті називають «блокпост Балу».
30 вересня 2014-го при розвідці між Дебальцевим і Фащівкою (Перевальський район) в бою з російськими збройними формуваннями капітан Багіров підірвав себе і терористів гранатою — щоб не потрапити в полон. За іншими даними, при спробі терористів взяти його в полон, Багіров кинув у них гранату, за що був розстріляний. Тоді ж загинув старшина Олександр Вахнюк.
Невідомі, які згодом виявили його тіло, поховали на місці бою. Згодом вдалося знайти місце поховання, перепохований 27 листопада 2014-го в місті Ірпінь.
Вдома залишилися мама, дружина та донька 2001 р.н.

## Нагороди та вшанування
- За особисту мужність і героїзм, виявлені у захисті державного суверенітету та територіальної цілісності України, вірність військовій присязі під час російсько-української війни нагороджений орденом «За мужність» III ступеня (22.1.2015, посмертно).
- 23 грудня 2015 року в Ірпінському економічному коледжі відкрито меморіальну дошку його честі.[2]
- 24 квітня 2018 року у київському кінотеатрі «Жовтень» відбувся допрем'єрний показ повнометражного документального фільму «Перехрестя „Балу“», присвяченого пам'яті капітана Ільгара Багірова та Героя України капітана (посмертно) В'ячеслава Семенова[3].
- орден «Лицарський хрест України» (посмертно)
- Його портрет розміщений на меморіалі «Стіна пам'яті полеглих за Україну» у Києві: секція 4, ряд 10, місце 17
- Вшановується 30 вересня на щоденному церемоніалі вшанування українських захисників, які загинули цього дня в різні роки внаслідок російської збройної агресії[4]